# Tirol
Tirol közép-európai terület, mely ma Ausztria és Olaszország része. Nevét Tirol grófjairól kapta, akik a Meran közeli Tirol (ma Tirolo) településről származtak. A történelmi Tirolt az 1919-es Saint-Germain-i béke osztotta ketté.
- Ausztriához tartozik a mai Tirol tartomány:
  - Észak-Tirol (Nordtirol)
  - Kelet-Tirol (Osttirol)
- Olaszországhoz tartozik a mai Trentino-Alto Adige autonóm tartomány:
  - Dél-Tirol (Südtirol / Alto-Adige / Bolzano tartomány),
  - Trentino (Trento tartomány, korábbi osztrák nevén Welschtirol).

## Története
Tirol területe évezredek óta lakott. Az első telepesek 10 000 évvel ezelőtt költöztek a vidékre, akiket Kr. e. 4000 körül földműveléssel foglalkozó népek váltottak fel. Ebből az időszakból származik az Ötzi névre hallgató gleccsermúmia, akit az Ötz-völgyi-Alpokban találtak meg a régészek. Jelentős volt a rézbányászat, amely a régió kereskedelmi fellendülését biztosította. Kr. e. 450-ben illír népcsoportok telepedtek le Tirol hegyei között, akiket később a rómaiak réteknek neveztek.
Kr. e. 15-ben a területet Drusus és Tiberius római hadvezérek foglalták el és felosztották Noricum és Raetia provinciák között. Az itt élő illírek átvették a latin köznyelvet, ebből alakult ki a még ma is beszélt rétoromán nyelv. Itt haladt át a Via Claudia Augusta, amely a mai délnémet területeket kötötte össze Itália északi részével. A rómaiak számára nem volt Tirol túlságosan vonzó, amit a viszonylag kevés település igazol. A legismertebb római város Aguntum volt a mai Dölsach település területén, Lienz közelében.
Tirol a Római Birodalom összeomlása után a keleti gótoké lett, majd 550 körül egészen Bozenig a bajorok szállták meg. Ettől kezdve a Bajor Hercegség része lett. A bajor uralom alatt az itt élő népeket keresztény hitre térítették.
A 12. században alakult meg a Tiroli grófság, melynek központja a Tirol faluban található Tirol-kastély volt. A grófság egyre nagyobb lett, majd 1363-ban a Habsburgok kezére került. Területe ekkora már közel azonos volt a maival. Az Inn völgyének alsó része Bajorországhoz tartozott, a Zillertal pedig Salzburghoz.

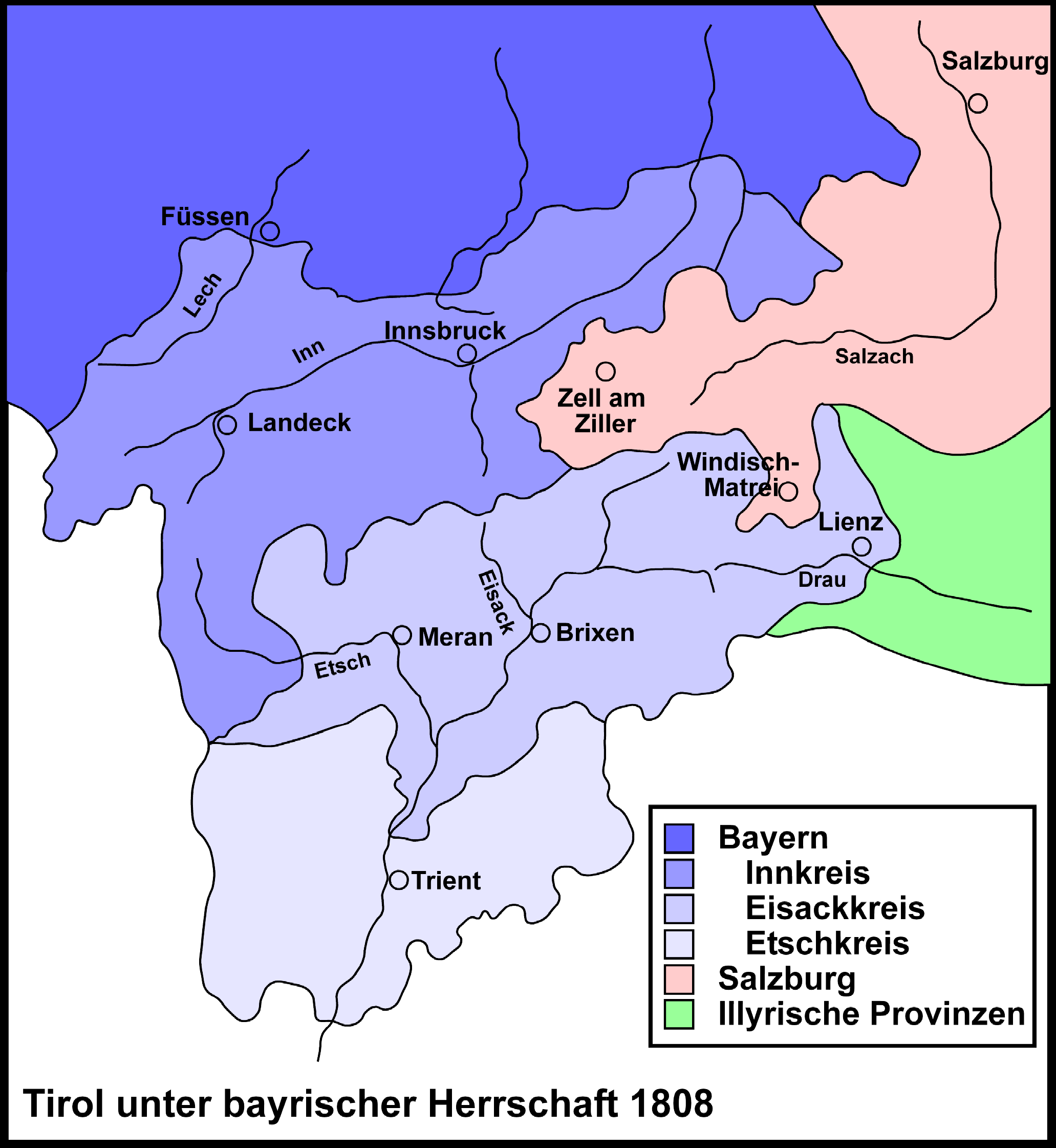
Tirol a bajor uralom alatt (1808)

Az ezt követő századokban Tirol sokszor cserélt gazdát. 1796-ban a franciák próbálták meg elfoglalni. 1803-ban Tirolhoz csatolták a brixeni és bozeni püspökséget. A napóleoni háborúk során az 1805-ös pozsonyi békeszerződésben Napóleon az általa kreált Bajor Királysághoz csatolta. 1809-ben kitört az Andreas Hofer vezette tiroli népfelkelés, amely a bajor uralom ellen irányult. Az osztrákok harctéri vereségei nyomán megkötött schönbrunni békeszerződés után a magukra hagyott tiroliak vereséget szenvedtek, Tirol egyes részei az Itáliai Királysághoz és a francia Illír tartományokhoz kerültek. 1813-ban Ausztria visszafoglalta, 1815-ben a bécsi kongresszus végleg a Habsburg Birodalomhoz csatolta vissza.
1919-ben a saint germaini béke megkötésével Tirol is arra a sorsra jutott, amelyre a Magyar Királyság 1920-ban. A Brenner-hágótól délre fekvő területeket az Olasz Királysághoz csatolták és ezzel hatalmas német ajkú terület (Deutschtirol) került olasz fennhatóság alá. Mussolini uralma alatt megkezdődött a népesség erőszakos „olaszosítása”, ez elsősorban a nagyobb városokban járt sikerrel. Az Anschlusst követően, 1939 októberében Hitler és Mussolini megkötötték a berlini egyezményt, mely a dél-tiroli német ajkú lakosságot kényszerválasztás (opció) elé állította: Német-osztrák identitásukat csak a náci Német Birodalomhoz tartozó Ausztriába kivándorlók, az „optánsok” őrizhetik meg. A szülőföldjükön, Dél-Tirolban maradók („Dableiber”) az olasz fasizmus etnikai szabályait kötelesek elfogadni. A német ajkú lakosság 80%-a választotta az „opciót”, de 1943-ig csak mintegy 75 000 fő költözött át ténylegesen a Harmadik Birodalomba. Nagy részük 1945-ben visszatért szülőföldjére, az olasz Dél-Tirolba.
A második világháború után Ausztria eredménytelenül próbálta legalább az osztrákok által lakott vidéket ismét visszaszerezni. Az 1946-ban Párizsban megkötött Gruber–De Gasperi-egyezmény értelmében a német nyelvű Dél-Tirol széles körű kulturális autonómiát kapott, és az őslakos német etnikumot érintő kérdésekben Ausztriát hivatalos tárgyalópartnerként ismerték el.
Az olasz kormány úgy értelmezte az egyezményt, hogy 1948-ban a német nyelvű Dél-Tirolt hozzácsatolta az olaszok lakta Trentino tartományhoz, létrehozva Trentino-Alto Adige kétnyelvű régiót. Erre a közös régióra ruházta az etnikai autonómiát érintő jogokat és hatásköröket. Emiatt Dél-Tirolban tüntetések, erőszakos akciók kezdődtek, amelynek fő koordinálója a Dél-tiroli Felszabadítási Bizottság (németül: Befreiungsausschuss Südtirol), röviden BAS lett. Ez a csoport felelős az 1961-es Feuernacht (A tűz éjszakája) elnevezésű terroristaakcióért, amellyel a tartomány közüzemi áramellátását akarták megzavarni. Ezek hatására, hosszas diplomáciai viták után az olasz kormány 1972-ben elfogadta a második autonómia-statútumot (ennek neve Ausztriában „Dél-Tirol-törvénycsomag”, Südtirol-Paket). Ennek értelmében a közös régió jogosítványait a két autonóm megyére ruházták át (Bozen megye, azaz Dél-Tirol és Trento megye, azaz Trentino). Ily módon Dél-Tirol nagyfokú autonómiát kapott, amely azóta követendő példaként szolgál más államok etnikai problémáinak megoldására. Mindazonáltal Ausztria törekvésének, a politikai köznyelvben felkapott védőhatalmi (Schutzmacht) státusznak fogalmát mindmáig (2013-ig) semmilyen hivatalos dokumentumban sem írták le. Az Osztrák Szabadságpárt (FPÖ) 2012-ben a szövetségi alkotmányba kívánta iktatni Ausztria védőhatalmi státuszát a dél-tiroli német és ladin kisebbség felett, de a törvényhozás elutasította az indítványt.

## Tirol-Dél-Tirol/Alto Adige-Trentino európai régió
A békülési folyamat eredményeképp 1998-ban megalakult az „Europaregion Tirol-Südtirol/Alto Adige-Trentino”. A határokon átnyúló szervezet a közös politikai és gazdasági életet segíti.

## Külső hivatkozások
- Europaregion Tirol
- www.geschichte-tirol.com
- Tirolt így csak a madarak láthatják